# Араужу, Бруно
Бруно Араужу (порт. Bruno Araújo, род. 7 января 1998, Луанда) — ангольский шоссейный велогонщик.

## Карьера
Бруно Араужу родился в Луанде, столице Анголы, в семье велосипедистов. Его отец Юстиниано — бывший велогонщик, как и его дядя Карлос Араужо, который выступал на профессиональном уровне в Европе с 1990 по 1992 год в составе португальской команды Sicasal-Acral.
Начал заниматься велоспортом в 2012 году, присоединившись к местному клубу Benfica de Luanda. Многократный чемпион страны в молодежных категориях, он показал себя хорошим горняком на португальских гонках в сезоне 2014 года, заняв тринадцатое место на Tour du Portugal cadets. В следующем году он выиграл Тур Анголы среди юниоров, а также Тур Сан-Томе-де-Принсипи.
В 2016 году Бруно Араужо принял участие в участвовал чемпионате Африки, проходившем в Бен-Слимане. В юниорской категории (U19) он финишировал третьим в командной гонке, пятым в групповой гонке и седьмым в индивидуальной гонке. В апреле он присоединился к португальской команде Sicasal-Liberty Seguros-Bombarralense. В мае он выиграл соло на Prémio Freguesia de Golães, четвертом раунде Кубка Португалии среди юниоров, который проходил в сложных погодных условиях. Вернувшись домой, он занял четвертое место на чемпионате Анголы. 
Сезон 2017 года начал в португальской командой Sicasal-Constantinos-Delta Cafés. Вернувшись в родную страну 7 июня, он принял участие в чемпионате Анголы. На нём он выиграл групповую гонку в категории U23, а также командную гонку вместе с Дарио Антониу, Мариу Карвалью и Жозе Туто Круш в составе BAI-Sicasal-Petro de Luanda. Позднее летом вернулся в Португалию чтобы принять участие в Трофей Хоакима Агостиньо, на котором сошёл на четвёртом этапе. Затем должен был поехать в Эфиопию для участие в Туре Мелеса Зенауи, но его команда BAI-Sicasal-Petro не смогла принять участие из-за административных проблем с организацией. Выступил на Туре Кот-д’Ивуара, который закончил уверенно на десятом месте, в то время как его товарищи по команде Дарио Антониу и Мариу Карвалью заняли 4-е и 9-е места соответственно в общем зачёте. В декабре стартовал на Туре Мадагаскара, где должен был выступать в качестве поддержки назначенному лидеру своей команды Дарио Антониу. Имея свободу в командных действиях выиграл три этапа, классификацию промежуточных спринтов и занял четвёртое место в генеральной классификации после того, как лидировал в ней по ходу гонки. 
В 2018 году Бруно Араужо на Туре Марокко занял 26 место генеральном и четвертым в молодежном зачётах. В конце июня он занял второе место на чемпионате Анголы в индивидуальной гонке категории U23. Также летом он выигрывает зачёт промежуточных спринтов на Туре Руанды. В ноябре победил на двух этапах и выиграл генеральный зачёт на проводившемся в Анголе дебютном издании Grande Prémio Internacional BAI.
В 2019 годы принял участие на Африканских играх. На Тур дю Фасо занял второе место в общем зачёте, уступив только Дарио Антониу.

## Достижения
2016
 Чемпионат Африки — индивидуальная гонка U19
2017
 Чемпион Анголы — командная гонка
 Чемпион Анголы — групповая гонка U23
2-й, 4-й и 6-й этапы на Тур Мадагаскара
3-й на Чемпионат Анголы — индивидуальная гонка U23
2018
Grande Prémio Kambas do Pedal
Grande Prémio Internacional BAI
1-й в генеральной классификации
2-й и 3-й этапы
2-й на Чемпионат Анголы — индивидуальная гонка U23
2019
 Чемпион Анголы — групповая гонка U23
Grande Prémio Marsad 
1-й в генеральной классификации
2-й этап
Тур дю Фасо
2-й в генеральной классификации
1-й этап (TTT)
Grande Prémio Orped
3-й в генеральной классификации
5-й этап
Grande Prémio Unitel
2-й на Чемпионат Анголы — индивидуальная гонка U23
2021
1-й этап на Grande Prémio Orped

## Рейтинги
| Год                 | 2017   | 2018 | 2019   | 2020  | 2021   | 2022  | 2023 | 2024   |
| ------------------- | ------ | ---- | ------ | ----- | ------ | ----- | ---- | ------ |
| Мировой рейтинг UCI | 2665-й | -    | 1356-й | 748-й | 1026-й | 984-й | -    | 1290-й |
| Африканский тур UCI | 235-й  | -    | 75-й   | 26-й  | 46-й   | 46-й  | -    | 97-й   |
|                     |        |      |        |       |        |       |      |        |
| Источник: UCI       |        |      |        |       |        |       |      |        |